# Bence Bátori
Bence Bátori (Budapest, 28 dicembre 1991) è un pallanuotista ungherese, campione del mondo con la propria nazionale a Barcellona 2013.

## Palmarès

### Club
- Campionato ungherese: 3

Szolnok : 2017
Eger: 2013, 2014
- Coppa d'Ungheria: 1

Honved: 2010
- Supercoppa LEN: 1

Szolnok: 2017
- Coppe LEN: 1

Vasas: 2022-23

### Nazionale
- Mondiali

Barcellona 2013: 
- Europei

Belgrado 2016: 
- Coppa del Mondo

Almaty 2014: 
Berlino 2018: 
- World League

Čeljabinsk 2013: 
Budapest 2018: 
- Universiadi

Gwangju 2015: